# Tifoseria del Varese Football Club

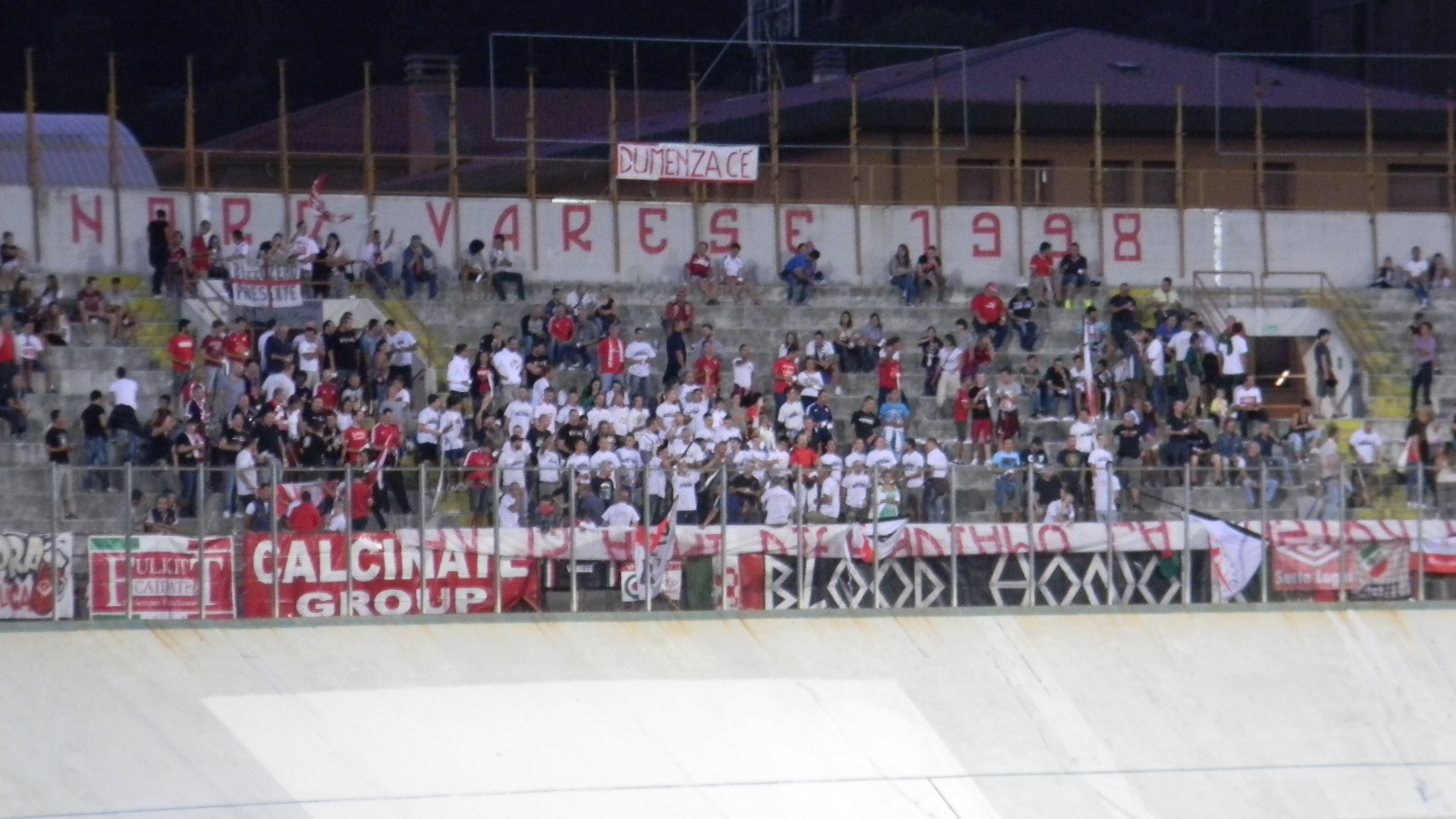
Gli ultras varesini durante un match casalingo nella stagione 2013-2014. Al centro della curva è visibile lo striscione dei Blood & Honour, gruppo guida della curva biancorossa dal 1998 al 2019

La presente voce riporta informazioni sulla tifoseria del Varese FC, società calcistica italiana con sede a Varese.

## Contesto
Il panorama del tifo varesino, sia d'ispirazione ultras che moderata, presenta un aspetto composito e variegato. A testimoniare il forte legame della squadra non solo con la città madre, ma anche con la relativa provincia, molti gruppi di tifo organizzato sono basati al di fuori del capoluogo.
I gruppi ultras della squadra nelle partite casalinghe prendono tradizionalmente posto nella curva nord Peo Maroso dello stadio Franco Ossola; laddove tale settore è stato inagibile, hanno preso posto nei distinti o nella tribuna. Storicamente gli aderenti professano ideologie politiche di estrema destra.
Dal 2019, a seguito del fallimento "senza eredi" del Varese Calcio, la tifoseria organizzata tende a seguire il Città di Varese, club di nuova fondazione ripartito dalla Terza Categoria, che fino al 2024 non ha rivendicato continuità con le esperienze precedenti, ma ha adottato i colori bianco-rossi e parte del repertorio simbolico della tradizione sportiva pregressa.

## Fan club
Nel mondo della tifoseria varesina sono altresì esistiti molti club di tifoseria moderata, apolitica e non-ultras: si possono citare il Club Franco Ossola, il Club Varese (avente diverse sezioni), le Prealpi Biancorosse, i Ragazzi della Galleria, il Gruppo Besano, i Giovani Biancorossi Gazzada, il Club Avigno e il Club Amici del Varese (tra i più longevi, attivo dal 1994 al 2013), successivamente disciolti.
All'atto del fallimento dell'A.S. Varese 1910 (nell'estate 2015), i club attivi e riconosciuti ufficialmente dalla società erano i seguenti: BarElla di Varese, Club Ispra Alcolica, Varese Club Luino, Varese Club Cantello “Carletto Nozza”, Club Globuli Biancorossi, Club Cuore Biancorosso, Club Plus Lounge, Club Passione Biancorossa, Club Croce Biancorossa e Gruppo Terzo Tempo. Risulta altresì attivo il club Maccagno.
A seguito della rifondazione del club, nell'ottobre 2015, la dirigenza del Varese Calcio S.S.D. ha patrocinato la fondazione dell'Associazione Tifosi Varese Calcio (abbreviato ATVC), avente lo scopo di coordinare l'attività dei club "moderati", oltre che di organizzare eventi collaterali (anche non prettamente sportivi) di supporto alla società o finalizzati ad iniziative a sfondo sociale; essa ha però scontato l'ulteriore crisi della società, sciogliendosi già dopo meno di due anni.

## Tifoseria organizzata

Ultras varesini durante una gara interna nel 1981: si notano gli striscioni dei gruppi Boys, Viking e Panthers

Tifosi varesini in trasferta a Parma nel 1985: è ben visibile la "pezza" della sezione milanese dei Boys

Nel 1974, da una scissione all'interno del club Giovani Biancorossi Gazzada, nacque il gruppo Boys, prima compagine ultras afferente al Varese, che per i successivi 24 anni guidò la curva varesina. Tale gruppo raggiunse negli anni dimensioni importanti, ramificandosi anche in sezioni ubicate al di fuori della provincia di Varese (ad esempio a Milano) e si dedicò anche a sostenere la Pallacanestro Varese, di cui egualmente costituì il primo gruppo ultrà.
Fu proprio in ambito cestistico che il tifo radicale varesino si palesò all'attenzione dei mass media: il 7 marzo 1979, in occasione della partita Emerson Varese-Maccabi Tel Aviv B.C. (valida per la Coppa dei Campioni), fu inscenata sugli spalti del palasport cittadino una gazzarra di carattere antisemita, a seguito della quale undici persone (tutte aderenti o simpatizzanti del Fronte della Gioventù) vennero rinviate a giudizio e infine condannate per apologia di genocidio.
Col passare degli anni ai Boys si aggiunsero i gruppi Viking (nati verso gli anni 1980 e subito gemellati con i Boys), Panthers, Scossi, Varese Front e Campari Group.
Nel 1998 nacque il gruppo Blood & Honour, il quale entrò ben presto in conflitto coi Boys: la tensione nella curva biancorossa s'inacerbì al punto che nel marzo 2001 il gruppo guida impedì alla giovane formazione di apporre il proprio striscione nella curva nord del Franco Ossola. Poche ore dopo tale "sgarbo", nei pressi dello stadio varesino scoppiò una violenta rissa di regolamento di conti tra diversi esponenti dei due gruppi, poi sedata dall'intervento delle forze dell'ordine. Ne uscirono "vincitori" proprio i Blood & Honour: di lì a poco sia i Boys che i Viking (più altri gruppi minori) si sciolsero, lasciando al collettivo appena fondato il ruolo di capofila del tifo calcistico radicale varesino (il basket nel frattempo aveva preso una direzione autonoma, costituendo proprie sigle).

La runa Oþalan, simbolo del gruppo Blood & Honour

A differenza dei gruppi preesistenti, i Blood & Honour (il cui nome è spesso abbreviato B&H o BH) affondavano le loro radici ideologiche direttamente negli ambienti estremisti di destra di stampo neo-nazifascista basati a Varese e in provincia, generalmente riconducibili al network associativo Lealtà-Azione; nella loro simbologia abbondavano gli emblemi assimilabili all'area ideale in questione, prima fra tutte la runa Oþalan (già simbolo della formazione 7. SS-Freiwilligen-Gebirgs-Division "Prinz Eugen" delle Waffen-SS e del movimento Avanguardia Nazionale di Stefano Delle Chiaie). La "ragione sociale" Blood & Honour (traduzione inglese del motto Blut und Ehre - in tedesco "sangue e onore" - della gioventù hitleriana) evidenziava d'altra parte il diretto collegamento del collettivo con l'omonima organizzazione politica internazionale, nata nel 1987 nel Regno Unito (con prodromi già nel 1979 all'interno del movimento naziskin inglese) e attiva in molti paesi tramite varie realtà estremiste di destra, ivi comprese organizzazioni politiche, band musicali right-alternative, case editrici e discografiche, negozi di abbigliamento, centri ricreativi e circoli culturali.
Il gruppo varesino raggiunse dimensioni anche ragguardevoli in rapporto al bacino d'utenza della piazza, toccando un massimo di circa 200 aderenti: molti degli affiliati avevano precedenti penali ed ebbero nel tempo ulteriori problemi di varia natura con la giustizia, manifestando inoltre una spiccata propensione a compiere atti di violenza contro persone e cose. L'egemonia dei B&H fece sì che tutti gli ultras varesini (anche appartenenti ad altri collettivi) tendessero a riconoscersi unitariamente nella sigla C.N. '98, ovvero "Curva Nord 1998", dall'anno di fondazione del gruppo guida.
La violenza dei Blood & Honour si è frequentemente manifestata anche per motivazioni non legate all'ambito sportivo. Tra i loro bersagli vi furono infatti fin da subito i cittadini extracomunitari e le realtà politiche, associazionistiche e sindacali varesotte orientate a sinistra: tra il 1999 e i primi anni 2000 sono addebitabili ad affiliati BH diversi pestaggi per futili motivi a danno di persone inermi, nonché lettere minatorie, minacce, atti di vandalismo e violenza contro soggetti quali CGIL, ANPI e Rifondazione Comunista, oppure contro le testate giornalistiche "ree" di pubblicare articoli critici nei loro confronti (su tutte il Corriere della Sera e il giornalista Claudio Del Frate). Tra i capi del gruppo emergono figure come Filadelfio "Delfio" Vasi, classe 1976, che dal 2001 in avanti viene ripetutamente incriminato, arrestato e condannato per reati quali lesioni, tentato omicidio, traffico di sostanze stupefacenti, rapina a mano armata, porto abusivo d'arma da fuoco e tentata evasione.
Analogamente segnata da vari crimini è la fedina penale di un altro capo del gruppo, Saverio Tibaldi, che nel 2003 per sfuggire alle condanne pendenti sul suo capo per atti di violenza e spaccio di stupefacenti si rese latitante e abbandonò l'Italia; venne successivamente ucciso a coltellate a Torremolinos (in Spagna) in circostanze mai ben chiarite. La sua morte violenta l'ha poi fatto assurgere a vero e proprio simbolo della tifoseria organizzata varesina, che negli anni seguenti gli ha regolarmente reso omaggio con striscioni e cori durante le partite. 
Ancora attorno agli anni 2010 vari membri del gruppo furono arrestati e incriminati per traffico di sostanze stupefacenti.
Restando in ambito calcistico, nei primi anni 2000 i Blood & Honour si resero responsabili di una violenta opposizione all'ingaggio nel Varese di giocatori originari del continente africano, culminata in aggressioni perpetrate a danno dei calciatori stessi. Sempre a tale compagine sono addebitabili le contestazioni e le minacce contro squadra e dirigenza nella stagione 2003-2004 (conclusasi col fallimento della società), culminate nel raid vandalico perpetrato nella notte tra il 3 e il 4 giugno 2004 allo stadio Franco Ossola, sul cui prato vennero piantate 11 croci di legno, mentre le panchine e la pista del velodromo vennero imbrattate con graffiti ingiuriosi. Poche settimane dopo, una rappresentanza di ultrà si recò a Palazzo Estense proponendosi in prima persona di procedere alla rifondazione della società; il sindaco Aldo Fumagalli (che era stato accusato dagli ambienti del centrosinistra di contiguità col tifo organizzato e di servirsi finanche di affiliati B&H come guardie del corpo informali) non ritenne tuttavia di accogliere la proposta, rivolgendosi invece a Riccardo Sogliano. 
Un anno dopo, nel 2005, la violenza del tifo estremo varesino si manifestò ancora una volta in ambito extracalcistico a seguito dell'omicidio dell'ultrà 23enne Claudio Meggiorin, accoltellato da due cittadini di nazionalità albanese la sera dell'11 giugno mentre cercava di sedare una rissa all'esterno del bar di sua proprietà nel comune di Besano. Due giorni dopo a Varese (in contemporanea con una manifestazione organizzata dai partiti della coalizione di centrodestra) si formò un corteo non autorizzato scandente slogan minacciosi contro i cittadini extracomunitari, composto da vari tifosi e attivisti d'estrema destra, alcuni dei quali si diedero ad atti di violenza gratuita, malmenando un poliziotto intervenuto a sorvegliare l'assembramento e un cittadino albanese trovatosi casualmente nei paraggi: a seguito di tali atti due ultras furono tratti in arresto e successivamente condannati per lesioni aggravate. Un mese dopo il crimine, infine, la saracinesca di un altro locale di Besano, gestito da connazionali degli assassini, venne bersagliata da un colpo di fucile.
La rifondazione del Varese e la ripartenza dalle leghe dilettantistiche nella stagione 2004-2005 coincisero comunque con una pacificazione della situazione del tifo organizzato varesino (i cui ranghi s'erano peraltro ridotti a poche decine di elementi), interrotta solo da sporadici episodi, quali l'uccisione del tifoso laziale Gabriele Sandri, l'11 novembre 2007 (a seguito del quale i tifosi vennero alle mani coi dirigenti biancorossi nel tentativo di impedire lo svolgimento delle partite in programma quel giorno), o ancora le contestazioni a sfondo razziale contro l'attaccante Osarimen Ebagua, accusato di scarso attaccamento ai colori biancorossi, attorno al 2010.
La tensione si riacutizzò nella stagione 2014-2015, ove gli scarsi risultati della squadra (poi retrocessa in Lega Pro) e le difficoltà della società (priva di una stabile guida manageriale e oberata di debiti) scatenarono il risentimento della curva, che a più riprese esibì striscioni e cori con slogan di contestazione ed accusa nei confronti di giocatori e dirigenti. Sempre ai gruppi ultrà è riconducibile il raid vandalico condotto nella notte tra il 17 e il 18 aprile 2015 all'interno dello stadio Franco Ossola da soggetti non identificati, che devastarono il campo da gioco e le infrastrutture, lasciando anche varie scritte e graffiti con frasi ingiuriose nei confronti dei dirigenti e inneggianti alla dissoluzione della società: i danni causati, quantificabili in migliaia di euro, costrinsero a rinviare di un giorno la gara interna di campionato contro l'Avellino. Da ultimo, il 4 luglio seguente, a seguito di un ulteriore passaggio di proprietà, i gruppi della tifoseria organizzata si riunirono in corteo presso lo stadio varesino, invocando apertamente lo scioglimento della società e la ripartenza dai campionati dilettantistici (circostanze poi avveratesi nel giro di qualche settimana).

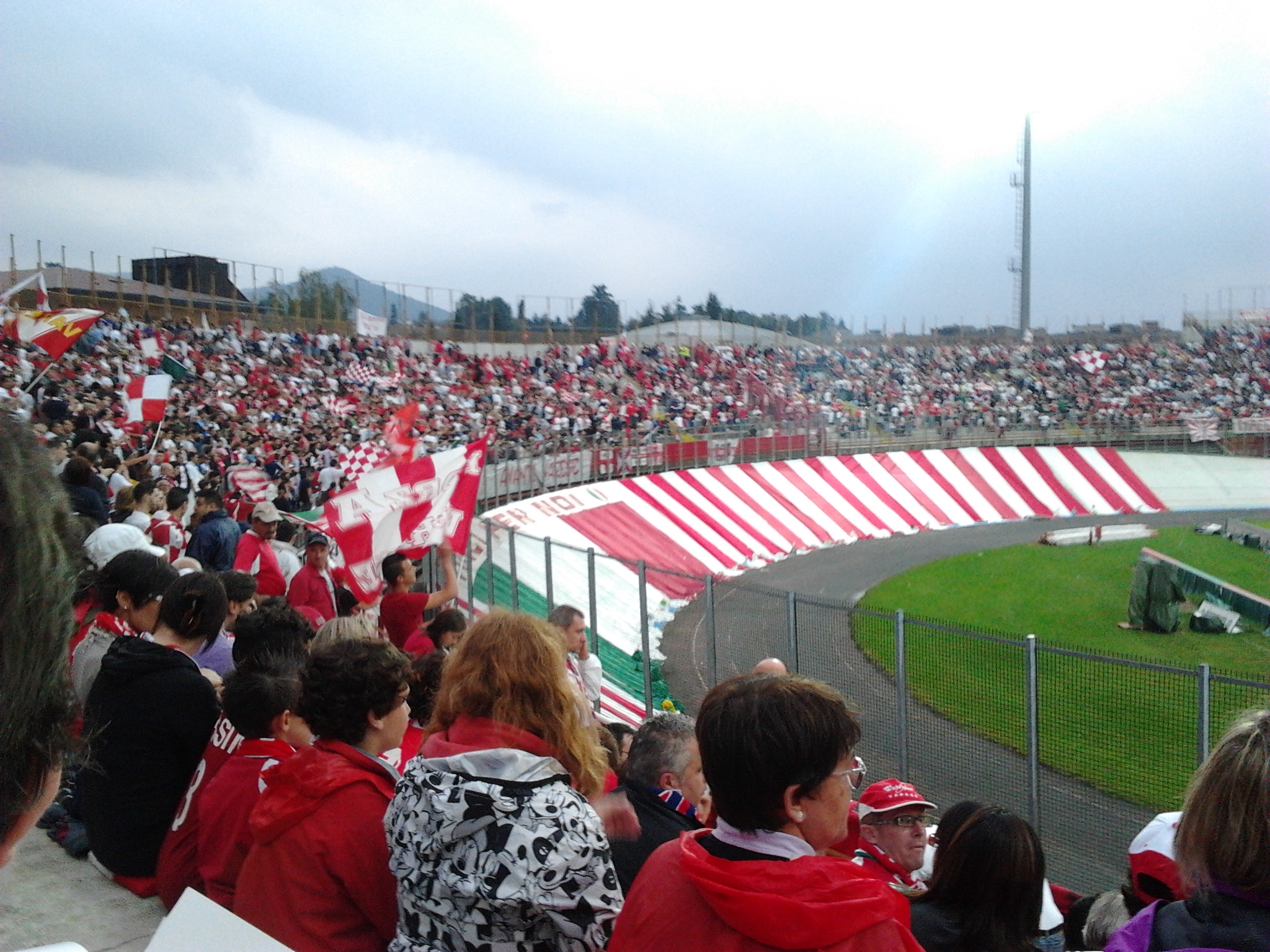
La Curva Nord dello stadio Ossola gremita in occasione della finale play-off valida per la promozione in Serie A contro la Sampdoria del 9 giugno 2012

Nella stagione 2002-2003 ai Blood & Honour si aggrega la fazione degli Irriducibili, seguita nel 2009 dal Gruppo Comodo; quest'ultima compagine, fondata da alcuni esponenti ex Boys, si connotava per una maggiore moderazione nel tifo e per la scelta di non prendere posto in curva nord, ma nello spicchio settentrionale dei distinti (da cui l'appellativo comodo). Entrambi si scioglieranno, i primi a metà anni 2000, i secondi nel 2011.
Il 26 dicembre 2018 la curva varesina torna sotto i riflettori della stampa nazionale a seguito della morte dell'ultrà Daniele "Dede" Belardinelli, travolto da un'autovettura presso lo stadio Giuseppe Meazza di Milano, durante gli scontri tra tifoserie a margine della partita Inter-Napoli (ai quali partecipavano anche tifosi biancorossi in nome del gemellaggio vigente con la "curva nord" nerazzurra). Belardinelli, originario di Morazzone, attivo come piastrellista nel Canton Ticino e atleta dilettante di scherma corta, si era affermato alla leadership dei Blood & Honour dopo l'uscita di scena dei capi storici ai primi del terzo millennio: tra il 2007 e il 2012 aveva ricevuto cinque provvedimenti Daspo per atti violenti a margine delle partite, tra le quali un'aggressione all'allora direttore sportivo del Varese Sean Sogliano e varie risse tra supporters. Il 17 marzo 2019 la tifoseria organizzata interista lo commemora con una coreografia sul secondo anello della curva nord dello stadio milanese, nel pre-partita del 294º Derby di Milano: tale esibizione, inizialmente proibita dal Gruppo Operativo Sicurezza, viene successivamente autorizzata direttamente dal Ministero dell'interno; la presenza nella stessa di uno degli emblemi dei Blood & Honour (croce rossa su campo bianco recante l'epigrafe BH98 VARESE) causa successivamente l'irrogazione di un'interrogazione parlamentare da parte di vari deputati del PD.

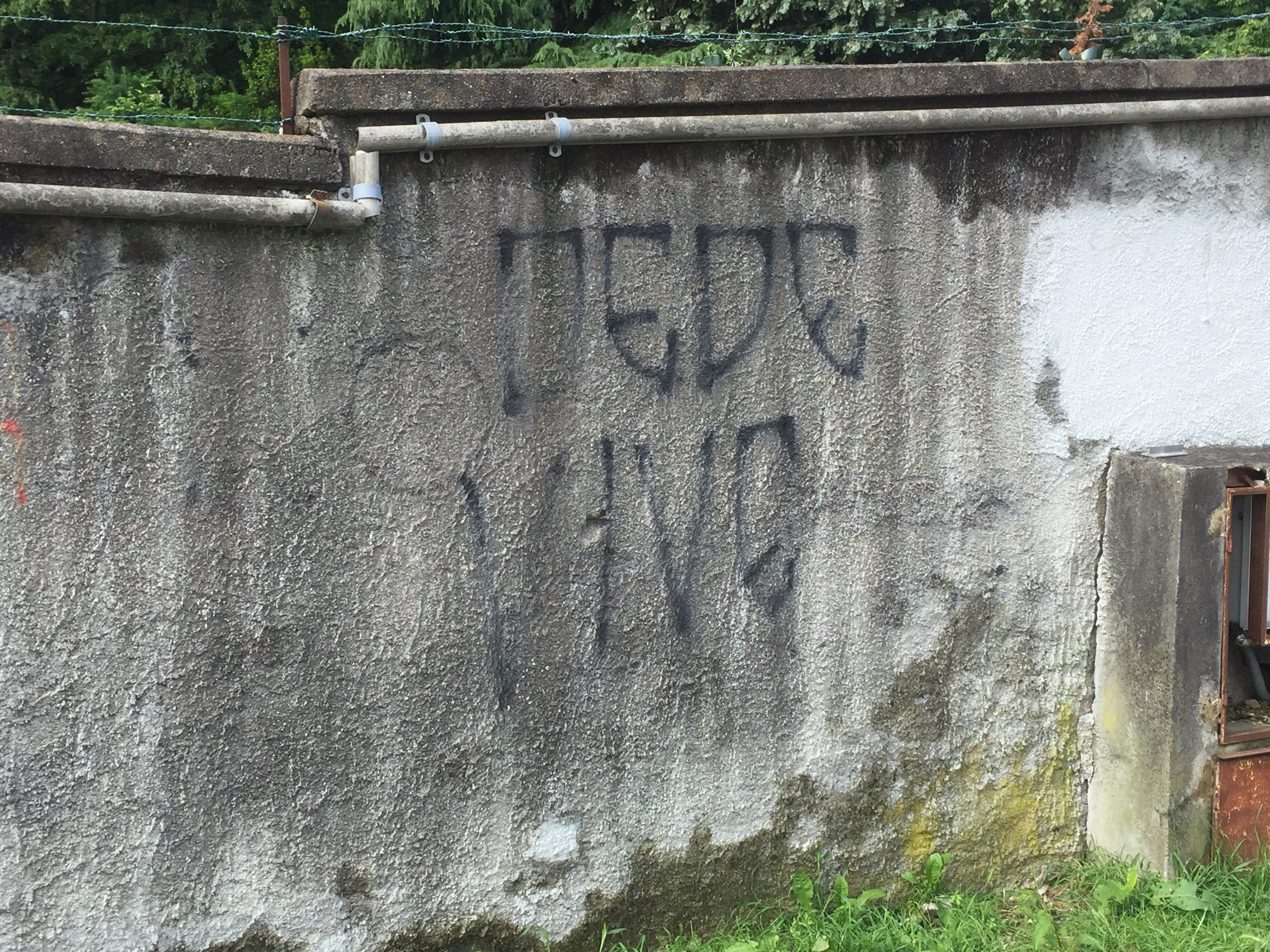
Graffito inneggiante a "Dede" Belardinelli all'esterno dello stadio Franco Ossola.

La scomparsa di Belardinelli, unita alla nuova crisi del Varese (che nell'estate 2019 viene nuovamente dichiarato fallito), si ripercuote sulla "geografia" della curva varesina: il 15 gennaio 2019 i Blood & Honour, polemizzando per la lungaggine burocratica nel dissequestro della salma del loro capo (che viene restituita alla famiglia otto giorni dopo; al funerale del 25 gennaio partecipano centinaia di ultras e attivisti d'estrema destra giunti da tutta Italia) annunciano la sospensione delle attività e infine, il successivo 24 maggio, deliberano lo scioglimento del collettivo. Poco prima, il 23 gennaio, uno dei "padri fondatori" del gruppo, Vito Jordan Bosco, era stato arrestato dalla Guardia di Finanza insieme al fratello Daniele (a sua volta affiliato B&H) con l'accusa di traffico internazionale di stupefacenti con l'aggravante del favoreggiamento al clan 'ndranghetista dei Mancuso, nel quadro dell'operazione Ossessione condotta dalla DDA di Reggio Calabria.
Circa un mese dopo viene annunciata la nascita di una nuova sigla, Combat Ultras Varese 19 (abbreviato C.U.V. 19), che rivendica immediatamente la continuità con l'esperienza pregressa dei Blood & Honour; anche in questo caso il nome del collettivo è un'esplicita professione di appartenenza all'estrema destra, essendo ispirato a quello del movimento neonazista britannico Combat 18, al quale la syndication dei Blood & Honour risulta affiliata. 
Al 2014 risultavano attivi anche i seguenti gruppi ultras: Sette Laghi (a sua volta germinato dallo stesso retroterra dei Blood & Honour), Calcinate Group, Cadrezzate Presente, Bizzozero Presente, Stirati delle Bettole, Orgoglio Varesino, Arditi (gruppo ultras guida della Pallacanestro Varese che segue il calcio solo occasionalmente) e Fulkitt Caidate '85. Nella stagione 2012-2013 è ricomparso anche il gruppo Varese Front, già presente negli anni dei Boys.
Altri gruppi non più attivi sono Commando Ultrà, Gioventù Biancorossa (scioltosi nel marzo 2012, seguiva la Pallacanestro Varese e solo alcune volte il calcio), Bulldog, Girls Ultrà, Panthers, Bolis Group, Seve Group, Erotik Group, Armata Biancorossa, B.H. Ragazze, Skins.

### Cronologia
1974 - Nascita dei Boys
1990 - Nascita dei Viking
1998 - Nascita dei Blood & Honour
2001 - Scioglimento dei Boys
2001 - Scioglimento degli Irriducibili
2019 - Scioglimento dei Blood & Honour
2019 - Nascita dei Combat Ultras Varese 19
2023 - Cambio nome da CUV a Ultras Varese

## Rapporti con altre tifoserie

### Buoni rapporti
Gli accordi di gemellaggio storicamente più importanti e longevi per i tifosi varesini sono quelli con l'Inter (notabilmente con gli appartenenti ai gruppi Viking, Boys SAN e Skins Inter) e con il Saronno (nella fattispecie del gruppo Fronte Ribelle Saronno). In ambito cittadino esiste un rapporto di amicizia e collaborazione coi gruppi ultras al seguito della Pallacanestro Varese e dell'Hockey Club Varese. Sussistono inoltre gemellaggi internazionali con il gruppo Ultra Yomus della tifoseria del Valencia (in Spagna) e con i supporters del Nizza (in Francia). Le suddette tifoserie collaborano scambiandosi pubblico e striscioni ed organizzando eventi (anche non direttamente legati all'ambito calcistico) in comune.
Sempre in ambito internazionale vige un rapporto di amicizia con talune frange minoritarie della tifoseria del Lugano, che a loro volta risultano ideologicamente orientate all'estrema destra (in un contesto altrimenti dichiaratamente apolitico).
Ex gemellaggi sono invece quelli con Lecco, Pro Vercelli, Parma, Spezia e Juventus Domo, mentre rapporti positivi o anche solo rispettosi intercorrono con le tifoserie di Arezzo, Lazio, Nuorese, Padova, Paganese e Verbania.

### Cattivi rapporti
Per quanto concerne le tifoserie "nemiche", gli ultras varesini coltivano contro il Como una delle più accese e longeve rivalità calcistiche dell'ovest della Lombardia, considerata rischiosa e passibile di divieti di trasferta o analoghi provvedimenti restrittivi anche se il relativo derby viene giocato in categorie di basso livello (o finanche quando il Varese si trova ad affrontare squadre della provincia di Como). In più occasioni le due tifoserie sono arrivate a scontrarsi: tra gli episodi principali si cita quanto accaduto il 2 dicembre 1990, quando i supporter delle squadre invasero il terreno di gioco dello stadio Franco Ossola e ingaggiarono violente schermaglie, che furono sedate solo dopo diversi minuti, costringendo inoltre a ritardare l'inizio della partita. Analogamente, nell'ottobre 1998, scoppiarono violenti scontri tra opposte fazioni all'esterno dello stadio di Varese, che si protrassero per circa un'ora e causarono danni ingenti, 20 feriti più o meno gravi (tra cui 8 agenti di polizia) e condussero a molti arresti. Ancora il 10 gennaio 2010, allorché venne loro proibito di recarsi in trasferta sul Lario, i tifosi varesini si radunarono e mossero in corteo non autorizzato intorno allo stadio di casa; in risposta, la Questura di Varese emanò 15 diffide a carico di altrettanti supporters. Da ultimo il 10 settembre 2017, in occasione della seconda giornata della Serie D 2017-2018, alcune decine di tifosi delle opposte fazioni scavalcarono le recinzioni che delimitavano i settori di competenza allo stadio Franco Ossola ed ingaggiarono uno scontro fisico di alcuni minuti (tale da costringere l'arbitro a sospendere momentaneamente il derby in corso), poi sedato dall'intervento della polizia in tenuta antisommossa. Ciò costò ad ambedue le società coinvolte una pesante ammenda e l'obbligo di disputare una gara interna a porte chiuse.
Rivalità di tipo campanilistico, dettate principalmente dalla vicinanza geografica delle sedi sociali, sono invece quelle che oppongono i varesini ai collettivi al seguito di Casale, Mantova, Pro Patria, Legnano, Pro Sesto, Novara e Voghera.
Nei confronti del Livorno la rivalità è invece nata per motivi politici, dal momento che la tifoseria labronica professa ideologie di estrema sinistra, antitetiche rispetto alle posizioni di estrema destra proprie dei varesini. Analogamente di natura precipuamente politica sono le rivalità contro le "curve" di Alessandria, Atalanta, Bologna, Carrarese, Empoli, Genoa, Modena, Perugia, Pisa, L.R. Vicenza e Ternana.
Rivalità dovute ad amicizie ed inimicizie incrociate sono invece quelle con Brescia, Hellas Verona, Milan e Roma (a loro volta rivali dell'Inter) e Catania (vicina al Genoa).
La rivalità contro la Torres nacque allorché, nel marzo 2008, i tifosi sardi accolsero i varesini con una sassaiola all'esterno dello stadio Vanni Sanna di Sassari, scatenandone la reazione; il rancore reciproco fu rafforzato dalla presenza in entrambe le tifoserie di habitué delle partite di basket, ove Pallacanestro Varese e Dinamo Sassari sono egualmente considerate rivali.
Con la tifoseria della Cremonese la rivalità è dovuta all'incontro di calcio dei play-off 2009-2010 Varese-Cremonese, valevole per la promozione in serie B così come con la Sampdoria la rivalità sì è venuta a creare nel 2012, in occasione della finale dei play-off promozione per la serie A (in quest'ultimo caso si segnala tuttavia la vicinanza tra la curva genovese e quella dell'Hellas Verona, della cui rivalità col Varese s'è già dato conto). Da ultimo, la rivalità con il Trapani si è creata in occasione della partita interna del 12 ottobre 2013, valida per il campionato di Serie B 2013-2014, al termine della quale alcuni tifosi biancorossi assaltarono i corrispettivi granata ("rei" di averli offesi con cori di scherno) nelle pertinenze dello stadio varesino.